# Via Cairoli (Ferrara)
Via Cairoli si trova nella parte medievale di Ferrara, nata prima dell'Addizione Erculea. Inizia da corso Martiri della Libertà e finisce in via Bersaglieri del Po.

## Origini del nome

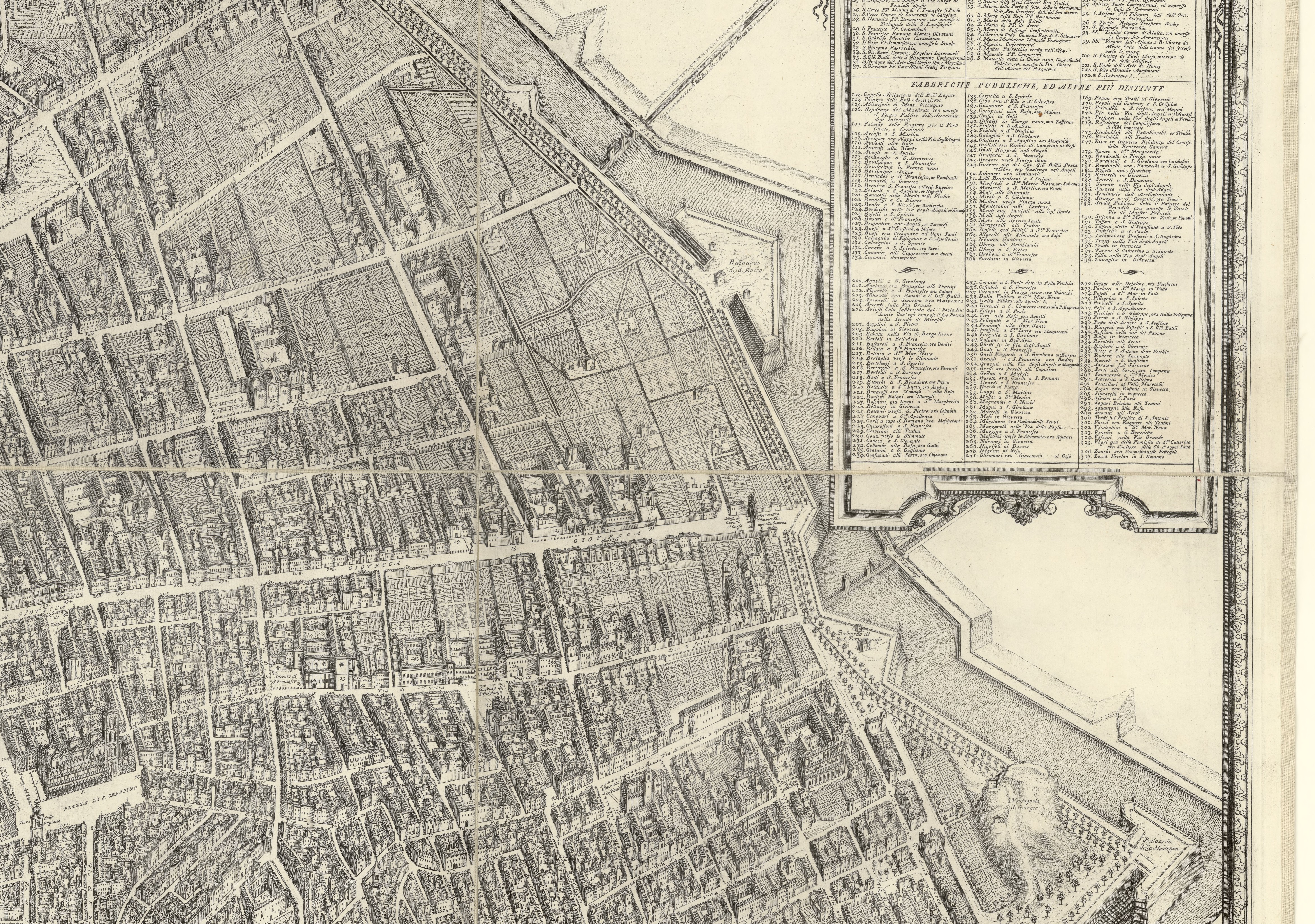
Pianta ed alzato della città di Ferrara di Andrea Bolzoni con l'area cittadina dove si trova via Cairoli con la denominazione in uso al suo tempo: via di Borgo Novo

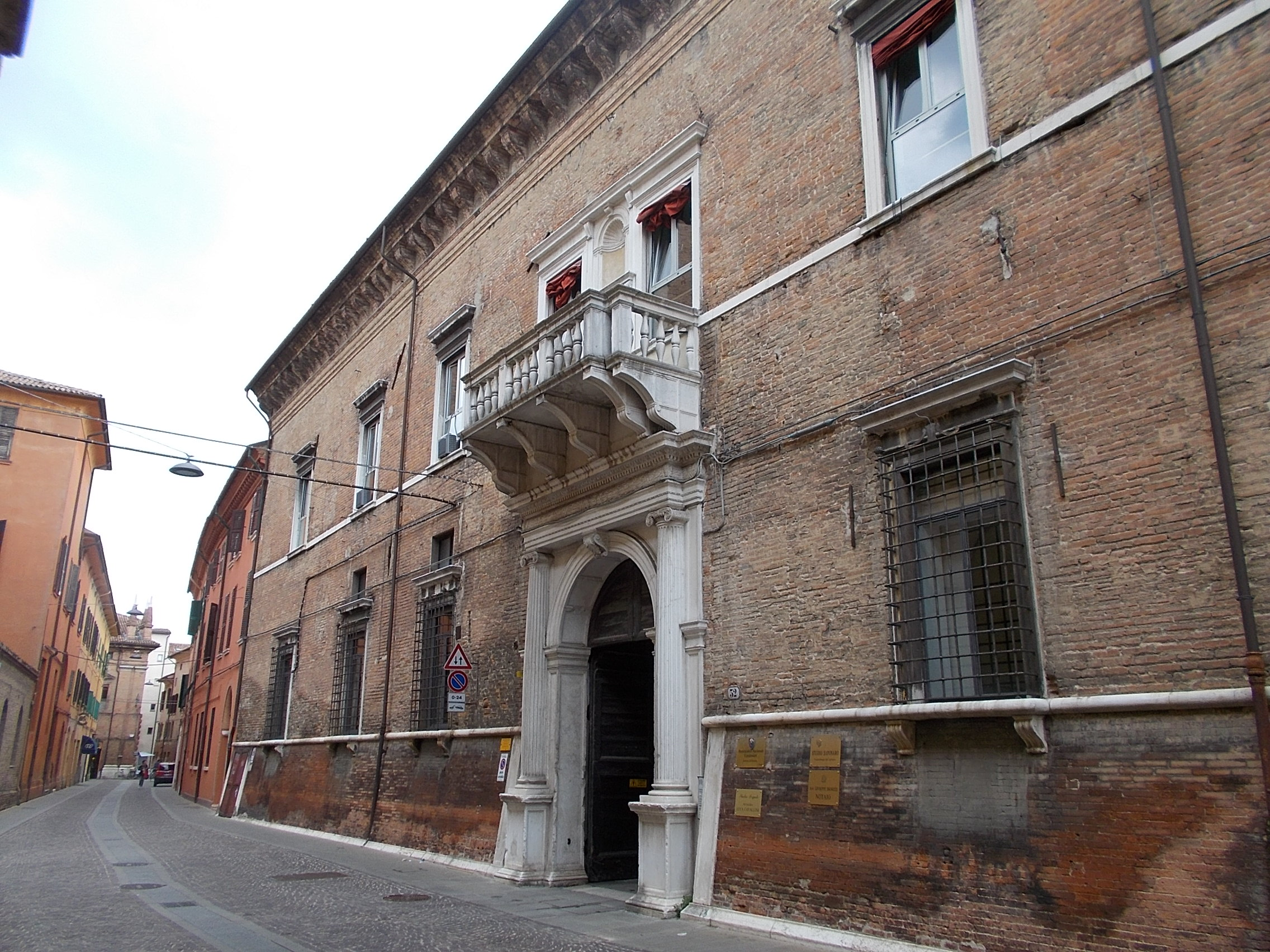
Palazzo Trotti Costabili

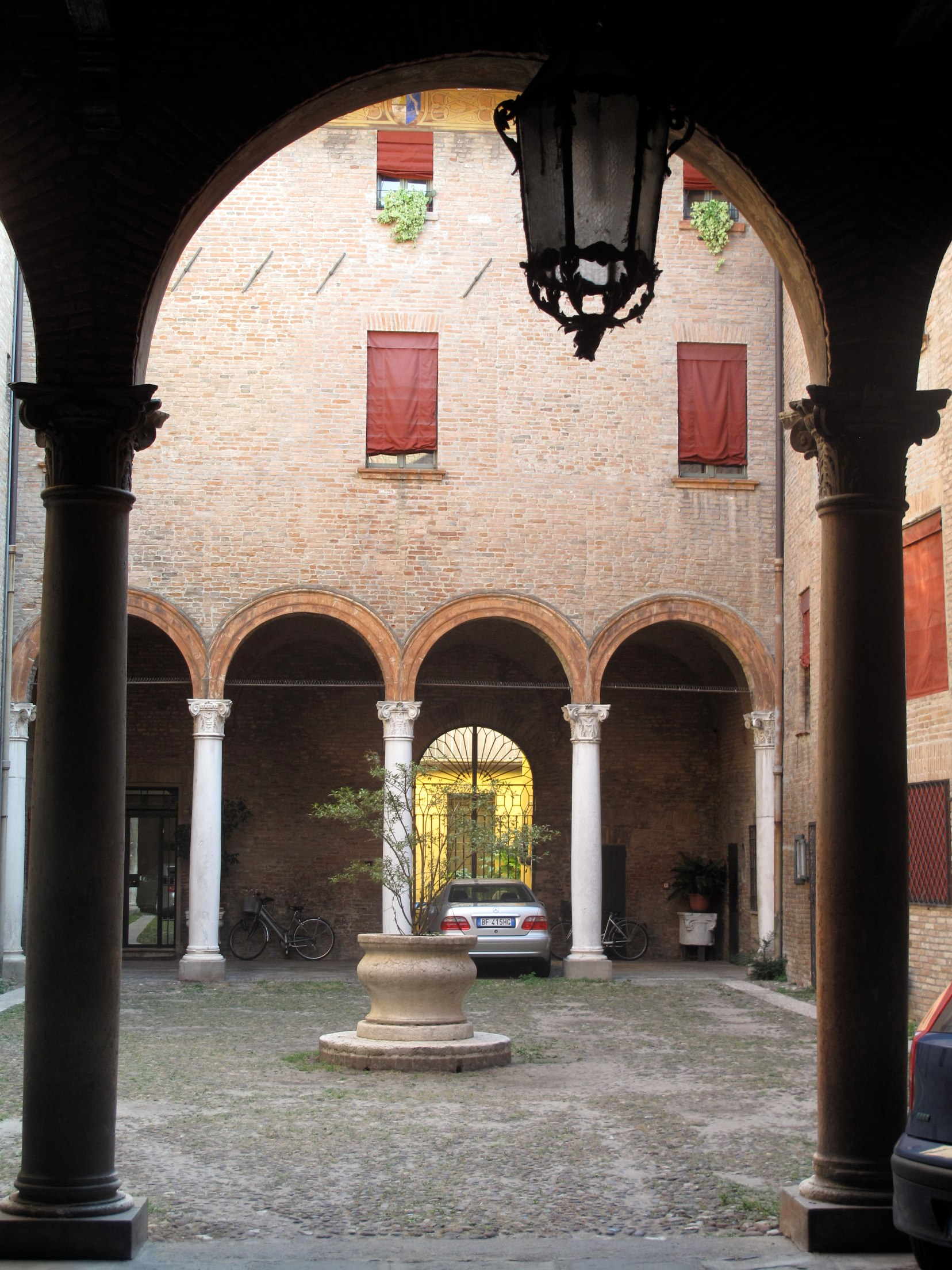
Cortile di palazzo Saracco Riminaldi

Fu strada di Borgo Nuovo citata già attorno al 1081. Molto più tardi, nel 1721, quando il cardinale e legato di Ferrara Tommaso Ruffo vi istituì la sede del seminario locale, venne chiamata strada del Seminario. Il nome che ci è pervenuto, via Cairoli, le venne da una seduta del Consiglio Comunale cittadino che si tenne il 20 settembre 1889 che ne decise la dedica a Benedetto Cairoli, garibaldino, deputato al Parlamento e Presidente del Consiglio dei ministri italiano morto a Napoli nell'agosto dello stesso anno.

## Storia
Il primo nome col quale viene citata è quello di strada di Borgo Nuovo ed apparteneva ad una zona che comprendeva un recinto, citato già attorno al 1081, formato dalle recenti via Gorgadello, poi Via Guglielmo degli Adelardi, via Canonica, via Contrari, parte di via Voltapaletto, la zona dei Teatini e del teatro. Questa zona veniva indicata come sesto di San Romano, perché in origine appartenente a quella chiesa prima di essere ceduta alla nuova cattedrale di Ferrara. Quel passaggio di proprietà, a livello popolare, diede vita al detto "San Romano fa elemosina al Duolo". Il territorio entrò a far parte della città, cioè venne racchiuso dalla sue mura, da Guglielmo II Adelardi, quindi molto prima dell'addizione di Niccolò II d'Este del 1385. Con queste modifiche urbanistiche l'intera area, sino a quel tempo malfamata, diede vita ad un borgo Nuovo. Sulla via vennero costruiti nei secoli diversi palazzi, quello della nobile famiglia dei Muzzarelli, quello vicino che fu di Dante Sogari e gli altri come il palazzo Trotti Costabili e il palazzo Saracco Riminaldi.

## Luoghi d'interesse
- Palazzo Trotti Costabili. Costruito su progetto di Antonio de Bizzocchi nel 1444 per Leonello d'Este quando la strada era chiamata strada di Borgo Nuovo. La proprietà passò successivamente a Francesco Strozzi, membro della famiglia Strozzi di origini fiorentine. Nella seconda metà del XVI secolo Alfonso Trotti fece ristrutturare la facciata. Nel 1721 il cardinale Tommaso Ruffo acquistò la struttura per farne la sede del seminario locale.[3][4][5][6]
- Palazzo Saracco Riminaldi. La costruzione del palazzo all'angolo fra via Cairoli e via Bersaglieri del Po, risale al 1480 e fu voluta da Gian Maria Riminaldi. Un suo discendente omonimo, su incarico del papa Clemente XIV, riformò l'Università degli Studi di Ferrara nel 1771 e donò molte opere al museo Riminaldi in palazzo Bonacossi. Intanto, nel 1706, su progetto dell'architetto Francesco Mazzarelli, l'edificio venne ampliato con un grande scalone. Nel 1755 il conte Giambattista Saracco sposò Ludovica Riminaldi e questo fece cambiare nome al palazzo.[7][8][9][10]
- Chiesa dei Teatini. La sua facciata col sagrato è in corso della Giovecca mentre in via Cairoli si trova un suo ingresso posteriore.[11]
- Palazzo Sacrati Muzzarelli Crema.[12]